# Mars sammansättning
Mars sammansättning omfattar den gren av Mars geologi som beskriver vad planeten Mars består av.

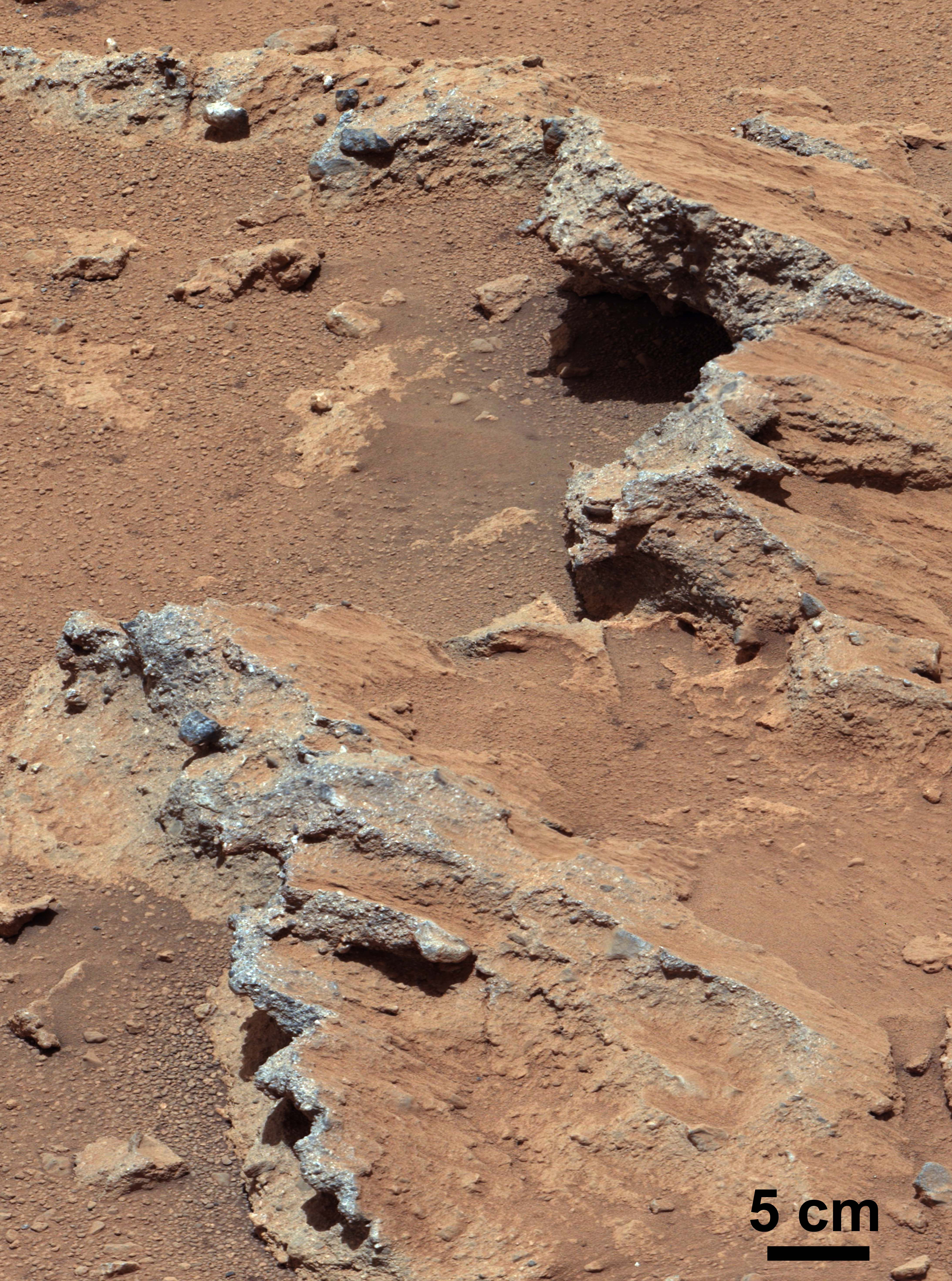
"Hottahklippan" på Mars – uråldrig bäckfåra sedd av Curiosity (12 september 2012, vitbalanserad).

## Sammansättning av grundämnen

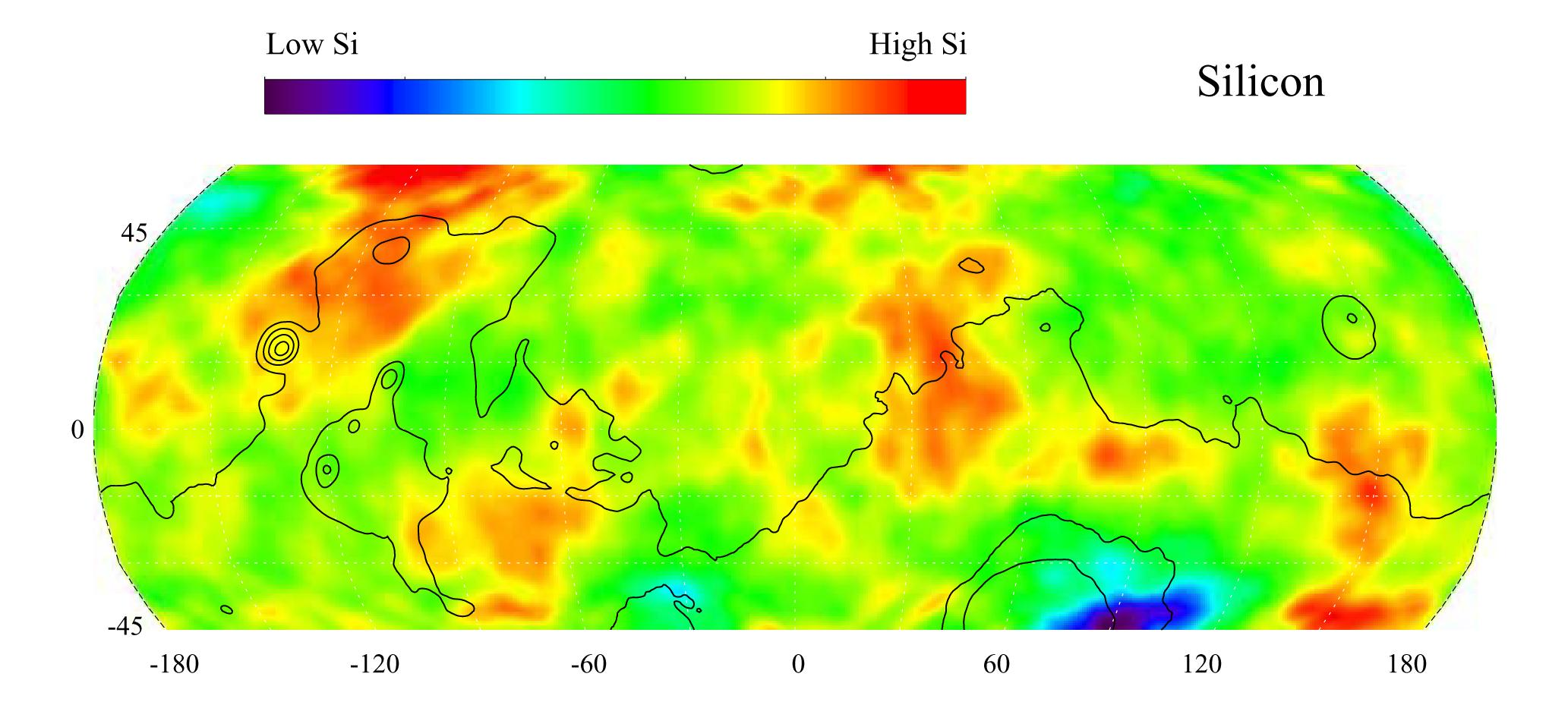
Förekomster av grundämnen kan kartläggas på avstånd av satelliter. Denna karta visar ytsammansättningen (efter procentuell vikt) av grundämnet kisel baserat på data från Mars Odyssey satelliten. Liknande kartor finns för ett antal andra grundämnen.

Mars är en stenplanet, vilket betyder att dess sammansättning, likt jordens, består av silikater (mineraler innehållande kisel och syre), metaller, och andra grundämnen som bergarter typiskt består av. Precis som jorden är Mars en differentierad planet, vilket betyder att den har en kärna av järn och nickel omgiven av en mindre tät, silikat mantel och skorpa. Planetens särskiljande röda färg beror på oxidationen av järn som sker på dess yta.